# Oreopanax arcanus
Oreopanax arcanus là một loài thực vật thuộc họ Araliaceae. Loài này có ở Guatemala và México. Chúng hiện đang bị đe dọa vì mất môi trường sống.